# Plectrocnemia unculiformis
Plectrocnemia unculiformis là một loài Trichoptera hóa thạch trong họ Polycentropodidae.